# Ensel János
Ensel János (17. század) evangélikus lelkész, költő.

## Élete
Szakonyfalui (Eckersdorf), Vas megyei származású. Vitnyédy Istvánnak, a protestáns vallás egyik bajnokának pártfogásával és költségén előbb Eperjesen tanult, majd Wittenbergben 1658. július 5-étől végezte teológiai tanulmányait. 1661 májusa után érkezett haza. Előbb Kőszegen tanított rectorként, azután 1662–1667 között idősebb bár Petrőczy István kaszaváraljai várában volt udvari káplán. Azt követően Meszlény község eklézsiáján sokáig lelkészkedett.

## Munkái
Disputatio Theologica de Electione et Reprobatione. Praeside Abrahamo Calovio. Vittebergae, 1661.
Fabó (Monumenta Evang. Hist. IV. 337.) latin versét közli, melyet barátja Unger Mihály dissertatiójában kiadott; egyik dédunokája Réső Ensel József pedig levelét közli a Nyitramegyei Közlönyben (1892. 28. sz.), melyet Petróczy Istvánhoz 1670. febr. 13-ról Kaszavár nevű várlakába intézett.